# Eucyclophylla leggi
Eucyclophylla leggi är en skalbaggsart som beskrevs av Marc Lacroix 2005. Eucyclophylla leggi ingår i släktet Eucyclophylla och familjen Melolonthidae. Inga underarter finns listade i Catalogue of Life.